# In Sodavid
In Sodavid (sinh ngày 2 tháng 7 năm 1998 ở Phnôm Pênh, Campuchia) là một cầu thủ bóng đá người Campuchia thi đấu cho Phnom Penh Crown ở Giải bóng đá vô địch quốc gia Campuchia và Đội tuyển bóng đá quốc gia Campuchia.

## Sự nghiệp câu lạc bộ
Sodavid ký hợp đồng chuyên nghiệp đầu tiên cùng với Phnom Penh Crown năm 2015 và ra mắt ngày 26 tháng 9. Trong mùa giải đầu tiên, anh có 6 lần ra sân với 2 bàn thắng và giúp câu lạc bộ có chức vô địch thứ 6.

## Sự nghiệp quốc tế
Anh ra mắt quốc tế trong trận giao hữu trước Sri Lanka vào ngày 9 tháng 10 năm 2016.

## Danh hiệu

### Câu lạc bộ
Phnom Penh Crown
- Giải bóng đá vô địch quốc gia Campuchia: 2015